# Planh
In occitano il termine planh o plaing (in occitano [ˈplan, ˈplaⁿ], in catalano plany [ˈpɫaɲ, ˈplaɲ], in italiano traducibile con pianto, lamento o lamentazione) sta a indicare un componimento poetico dei trovatori, modellato sul latino medievale planctus (pianto, lamento funebre), in cui il poeta lamenta la morte di una persona cara.  Differisce dal planctus in quanto destinato a un pubblico laico. Alfred Jeanroy distingueva tre tipi diversi di planh, quelli dedicati 
- ai grandes personnages (grandi mecenati),
- alla famiglia e agli amici e
- alle signore e agli amanti.

## Tavola cronologica deiplanhs
grandes personnages
     altri trovatori
     signore
     amici
| Compositore               | Incipit (i.e. titolo)                                  | Data      | Il morto lamentato                    |
| ------------------------- | ------------------------------------------------------ | --------- | ------------------------------------- |
| Cercamon                  | Lo plaing comens iradamen                              | 1137      | Guglielmo X d'Aquitania               |
| Giraut de Borneil         | S'anc jorn aqui joi e solaz                            | 1173      | Raimbaut d'Aurenga                    |
| Guillem de Berguedà       | Cousiros chan e planh e plor                           | 1180      | Pons de Mataplana                     |
| Bertran de Born ?         | Si tuit li dol el plor el marrimen                     | 1183      | Henry the Young King                  |
| Bertran de Born           | Mon chan fenisc el dol et ab maltraire                 | 1183      | Henry the Young King                  |
| Bertran de Born           | A totz dic qe ja mais non voil                         | 1186      | Goffredo II di Bretagna               |
| Rambaldo di Vaqueiras     | Ar pren camgat per tostemps de xantar                  | c. 1190   | signora anonima                       |
| Guillem de Saint Leidier  | Lo plus iraz remaing d'autres chatius                  | c. 1190   | Badoc                                 |
| Folquet de Marselha       | Si com cel qu'es tan greujat                           | 1192      | Barral I dels Baus                    |
| Gaucelm Faidit            | Fortz causa es que tot lo major dan                    | 1199      | Richard the Lion-Hearted              |
| Giraut de Borneil         | Planh e sospir e plor e chan                           | 1199      | Aimar V of Limoges                    |
| Pons de Capduelh          | De totz caitius sui eu aicel que plus                  | ????      | Azalais, wife of Ozil de Mercœur      |
| Guillem Augier Novella    | Cascus plor e planh son damnatge                       | 1209      | Raymond Roger Trencavel               |
| Lanfranc Cigala           | Eu non chan ges pes talan de chantar                   | anni 1210 | Berlenda                              |
| Giraut de Calanso         | Bels senher Deus, quo pot esser sofritz                | 1211      | Ferdinand, infante of Castile         |
| Gavaudan                  | Crezens fis verais et entiers                          | 1212      | his anonymous lady                    |
| Aimeric de Peguilhan      | Ja no cugei quem pogues oblidar                        | 1212      | Azzo VI d'Este and Boniface of Verona |
| Aimeric de Peguilhan      | S'eu chantei alegres ni jauzens                        | 1212      | Azzo VI d'Este and Boniface of Verona |
| Daude de Pradas           | Be deu esser solatz marritz                            | 1220–30   | Uc Brunet                             |
| Aimeric de Peguilhan      | Ara par be que Valors se desfai                        | 1220      | Guglielmo Malaspina                   |
| Aimeric de Peguilhan      | De tot en tot es ar de mi partitz                      | ????      | bona comtessa Biatritz                |
| Sordel                    | Planher vol En Blacatz en aquest leugier so            | 1237      | Blacatz                               |
| Bertran d'Alamanon        | Mout m'es greu d'En Sordel quar l'es faillitz sos sens | 1237      | Blacatz                               |
| Peire Bremon Ricas Novas  | Pus partit an lo cor En Sordel e'n Bertrans            | 1237      | Blacatz                               |
| Aimeric de Belenoi        | Ailas, per que viu lonjamen ni dura                    | 1242      | Nuño Sánchez                          |
| Aimeric de Peguilhan ?    | Ab marrimen angoissos et ab plor                       | 1245      | Raimondo Berengario IV di Provenza    |
| Rigaut de Berbezilh attr. | En chantan (ieu) plaing e sospir                       | 1245      | Raimondo Berengario IV di Provenza    |
| Bonifaci Calvo            | S'ieu ai perdut, no s'en podon jauzir                  | 1250–65   | his anonymous lady                    |
| Bertran Carbonel          | S'ieu anc nulh tems chantei alegramen                  | 1252–65   | P. G. (prob. Peire Guilhem de Tolosa) |
| Pons Santolh              | Marritz com hom malsabens ab frachura                  | 1260      | Guilhem de Montanhagol                |
| Raimon Gaucelm            | Cascus planh lo sieu damnatge                          | 1262      | Guiraut d'Alanhan, burgess of Béziers |
| Anonymous                 | Totas honors e tug fag benestan                        | 1266      | Manfred of Sicily                     |
| Bertolome Zorzi           | Sil mons fondes a meravilha gran                       | 1268      | Conradin e Frederick I of Baden       |
| Paulet de Marselha        | Razos no nes que hom deja cantar                       | 1268      | Barral II dels Baus                   |
| Anonimo                   | En chantan m'aven a retraire                           | 1269      | Gregorio de Montelungo                |
| Guilhem d'Autpol ?        | Fortz tristors es e salvatj'a retraire                 | 1270      | Luigi IX di Francia                   |
| Guiraut Riquier           | Ples de tristor, marritz e doloiros                    | 1270      | Amalrico IV di Narbona                |
| Giovanni Esteve           | Aissi quol malanans                                    | 1270      | Amalrico IV di Narbona                |
| Mahieu de Quercy          | Tan sui marritz que nom puesc alegrar                  | 1276      | Giacomo ile Conquistatore             |
| Cerverí de Girona         | Si per tristor per dol ni per cossire                  | 1276      | Giacomo il Conquistatore              |
| Cerverí de Girona         | Joys ni solatz, pascors, abrils ni mais                | 1276      | Raimon de Cardona                     |
| Giovanni Esteve           | Planhen ploran ab desplazer                            | 1289      | Guilhem de Lodeva                     |
| Raimon Menudet            | Ab grans dolors et ab grans merrimens                  | ????      | Daude de Bossaguas                    |
| Raimon de Cornet          | Aras quan vey de bos homes fraytura                    | 1324      | Amanieu VII di Albret                 |
| Anonimo                   | Glorios Dieus, don totz bens ha creysensa              | 1343      | Roberto d'Angiò il Saggio             |

## In Italia
In Italia, un esempio di planh (chiamato più correttamente compianto) è la canzone Ahi lasso, or è stagion de doler tanto attribuita a Guittone d'Arezzo, nella quale egli narra della sconfitta dei guelfi di Firenze ricevuta nella Battaglia di Montaperti (1260) contro i ghibellini di Siena.
Nella Divina Commedia è presente il più importante trovatore in lingua d'Oc in Italia: nel canto sesto del Purgatorio Dante incontra infatti Sordello da Mantova, che parla con Virgilio, suo concittadino. Era stato alla corte del signore di Verona.

## In Spagna
In Spagna, l'equivalente del planh è il planto (o llanto), chiamato anche endecha, è un tipo di elegia, proprio del medioevo. Se è di carattere popolare e sorto dalla lirica tradizionale, si denomina endecha; se l'autore è di carattere colto, planto.

## Le endechas popolari
Già da un tempo molto antico il popolo era solito intonare canzoni funerarie: Alfonso X il Saggio ordinava ai chierici di allontanarsi dalle sepolture, allorché gli accompagnatori iniziavano a intonare le loro endechas. La più antica conservata è quella cantata dalle dame canarias alla morte del cavaliere Guillén Peraza (1443):
Llorad las damas, / si Dios os vala,
Guillén Peraza / quedó en la Palma,
la flor marchita / de la su cara.
No eres palma, / eres retama,
eres ciprés / de triste rama,
eres desdicha, / desdicha mala.
Tus campos rompan / tristes volcanes,
no vean placeres, / sino pesares,
cubran tus flores / los arenales.
Guillén Peraza, / Guillén Peraza,
¿dó está tu escudo, / do está tu lanza?
Todo lo acaba / la malandanza.

### Nella letteratura storica
Nella letteratura castigliana, il primo esempio di elegia funerea o planto che appare è il Planto que fizo la Virgen el día de la Pasión de su Fijo, di Gonzalo de Berceo. Juan Ruiz, arciprete di Hita, incluse un planto per la muerte di Trotaconventos nel suo Libro de Buen Amor (secolo XIV). Già alla fine del medioevo, le Coplas a la muerte de su Padre di Jorge Manrique (secolo XV) pervengono alla massima espressione del genere.
Nella letteratura catalana, le prime manifestazioni di plantos, chiamati planys le troviamo nei trovatori, in lingua d'Oc, lingua utilizzata nella sua versione (koiné) più arcaica per la realizzazione delle loro composizioni.

### Nel XX secolo
Alcuni poeti spagnoli del XX secolo cercarono di far rivivere il genere, in special modo il gruppo generazionale del 1927, seguendo la sua direttiva di unire tradizione e avanguardia. Così, per esempio, lo Llanto por Ignacio Sánchez Mejías, di Federico García Lorca o la Elegía a Ramón Sijé di Miguel Hernández:
Un manotazo duro, un golpe helado,
un hachazo invisible y homicida,
un empujón brutal te ha derribado.
No hay extensión más grande que mi herida,
lloro mi desventura y sus conjuntos
y siento más tu muerte que mi vida.
Ando sobre rastrojos de difuntos,
y sin calor de nadie y sin consuelo
voy de mi corazón a mis asuntos.
Temprano levantó la muerte el vuelo,
temprano madrugó la madrugada,
temprano estás rodando por el suelo.
No perdono a la muerte enamorada,
no perdono a la vida desatenta,
no perdono a la tierra ni a la nada.
En mis manos levanto una tormenta
de piedras, rayos y hachas estridentes
sedienta de catástrofe y hambrienta.
Quiero escarbar la tierra con los dientes,
quiero apartar la tierra parte a parte
a dentelladas secas y calientes.
Quiero minar la tierra hasta encontrarte
y besarte la noble calavera
y desamordazarte y regresarte.
Volverás a mi huerto y a mi higuera:
por los altos andamios de mis flores
pajareará tu alma colmenera.
(Miguel Hernández, secolo XX)

## Fonti
- Alfred Jeanroy. La poésie lyrique des troubadours. Toulouse: Privat, 1934.